# Polychaetophyes serpulidia
Polychaetophyes serpulidia is een halfvleugelig insect uit de familie Machaerotidae. De wetenschappelijke naam van deze soort is voor het eerst geldig gepubliceerd in 1906 door Kirkaldy.